# 迪米特尔·斯托扬诺夫
迪米特尔·伊万诺夫·斯托扬诺夫（英語：Dimitar Ivanov Stoyanov，1928年11月7日—1999年12月7日），是保加利亚共产党中央政治局委员、中央书记处书记、内政部部长。